# Super League 2013-2014
La Super League 2013-2014 è stata la 117ª edizione della massima divisione del campionato svizzero di calcio, nonché 11ª edizione della Super League. È iniziata il 13 luglio 2013 ed è terminata il 18 maggio 2014.
La squadra vincitrice del titolo è il Basilea, che ha raggiunto quota 17 campionati vinti, di cui cinque consecutivi e sei negli ultimi sette anni.
Sono 8 i cantoni rappresentati in questo torneo. I cantoni maggiormente rappresentati sono i cantoni Berna e Zurigo (2 squadre). I cantoni Argovia, Basilea Città, Lucerna, San Gallo, Vallese e Vaud sono rappresentati da una sola squadra ciascuno.
A qualificarsi per la UEFA Champions League saranno le prime due squadre, entrambi al terzo turno di qualificazione. La qualificazione alla UEFA Europa League sarà invece appannaggio della terza e della quarta classificata, rispettivamente al terzo e al secondo turno di qualificazione, unitamente alla vincitrice della Coppa Svizzera, al turno di play-off. Qualora quest'ultima fosse già qualificata alla Champions League subentrerebbe la finalista perdente, ma se invece la vincitrice di coppa si qualificasse per l'Europa League tramite piazzamento in campionato oppure entrambe le finaliste si qualificassero per la Champions League, allora accederebbe la quinta classificata del campionato.

## Stagione

### Novità
L'Aarau, vincitore della Challenge League 2012-2013, torna nella massima serie dopo tre anni trascorsi nella serie cadetta prendendo il posto del Servette, retrocesso in Challenge League nella stagione precedente.

## Squadre partecipanti
| Club         | Stagione | Città     | Stadio                         | Stagione precedente            |
| ------------ | -------- | --------- | ------------------------------ | ------------------------------ |
| Aarau        | dettagli | Aarau     | Stadion Brügglifeld            | 1º posto in Challenge League   |
| Basilea      | dettagli | Basilea   | St. Jakob-Park                 | Campione di Svizzera in carica |
| Grasshoppers | dettagli | Zurigo    | Stadio Letzigrund              | 2º posto in Super League       |
| Losanna      | dettagli | Losanna   | Stade Olympique de la Pontaise | 9º posto in Super League       |
| Lucerna      | dettagli | Lucerna   | swissporarena                  | 8º posto in Super League       |
| San Gallo    | dettagli | San Gallo | AFG Arena                      | 3º posto in Super League       |
| Sion         | dettagli | Sion      | Stade Tourbillon               | 6º posto in Super League       |
| Thun         | dettagli | Thun      | Arena Thun Stockhorn Arena     | 5º posto in Super League       |
| Young Boys   | dettagli | Berna     | Stade de Suisse                | 7º posto in Super League       |
| Zurigo       | dettagli | Zurigo    | Stadio Letzigrund              | 4º posto in Super League       |

## Allenatori e primatisti
| Squadra      | Allenatore                                                                                | Giocatore più presente (tra parentesi il numero delle presenze)       | Capocannoniere (tra parentesi il numero dei gol segnati) |
| ------------ | ----------------------------------------------------------------------------------------- | --------------------------------------------------------------------- | -------------------------------------------------------- |
| Aarau        | René Weiler                                                                               | Artur Ioniță (34)                                                     | Sven Lüscher (8)                                         |
| Basilea      | Murat Yakın                                                                               | Yann Sommer (35)                                                      | Valentin Stocker (13)                                    |
| Grasshoppers | Michael Skibbe                                                                            | Michael Lang (34) Roman Bürki (34)                                    | Shkëlzen Gashi (19)                                      |
| Losanna      | Laurent Roussey (1ª-12ª) Alexandre Comisetti (13ª-14ª) Henri Atamaniuk (15ª-36ª)          | Yannis Tafer (33)                                                     | Yannis Tafer (8) Yoric Ravet (8)                         |
| Lucerna      | Carlos Bernegger                                                                          | Adrian Winter (36)                                                    | Dimităr Rangelov (11)                                    |
| San Gallo    | Jeff Saibene                                                                              | Marco Mathys (36)                                                     | Goran Karanović (9)                                      |
| Sion         | Michel Decastel (1ª-12ª) Laurent Roussey (13ª-15ª, 17ª-20ª) Raimondo Ponte (16ª, 21ª-36ª) | Andris Vaņins (35)                                                    | Léo Itaperuna (8)                                        |
| Thun         | Urs Fischer                                                                               | Benjamin Lüthi (34)                                                   | Marco Schneuwly (10)                                     |
| Young Boys   | Ulrich Forte                                                                              | Steve von Bergen (35)                                                 | Michael Frey (9)                                         |
| Zurigo       | Urs Meier                                                                                 | Davide Chiumiento (33) David Da Costa (33) Pedro Henrique Konzen (33) | Mario Gavranović (13)                                    |

## Classifica
|  | Pos. | Squadra      | Pt | G  | V  | N  | P  | GF | GS | DR  |
|  | ---- | ------------ | -- | -- | -- | -- | -- | -- | -- | --- |
|  | 1.   | Basilea      | 72 | 36 | 19 | 15 | 2  | 70 | 34 | +36 |
|  | 2.   | Grasshoppers | 65 | 36 | 19 | 8  | 9  | 67 | 43 | +24 |
|  | 3.   | Young Boys   | 59 | 36 | 17 | 8  | 11 | 59 | 50 | +9  |
|  | 4.   | Lucerna      | 51 | 36 | 15 | 6  | 15 | 48 | 54 | -6  |
|  | 5.   | Zurigo       | 50 | 36 | 14 | 8  | 14 | 51 | 52 | -1  |
|  | 6.   | Thun         | 48 | 36 | 13 | 9  | 14 | 57 | 53 | +4  |
|  | 7.   | San Gallo    | 45 | 36 | 11 | 12 | 13 | 37 | 47 | -10 |
|  | 8.   | Sion         | 43 | 36 | 12 | 7  | 17 | 38 | 45 | -7  |
|  | 9.   | Aarau        | 42 | 36 | 12 | 6  | 18 | 55 | 71 | -16 |
|  | 10.  | Losanna      | 24 | 36 | 7  | 3  | 26 | 38 | 71 | -33 |

Legenda:
      Campione di Svizzera e ammessa alla UEFA Champions League 2014-2015
      Ammessa alla UEFA Champions League 2014-2015
      Ammesse alla UEFA Europa League 2014-2015
      Retrocessa in Challenge League 2014-2015
Regolamento:
Tre punti a vittoria, uno a pareggio, zero a sconfitta.
In caso di arrivo di due o più squadre a pari punti, la graduatoria finale verrà stilata secondo la classifica avulsa tra le squadre interessate che prevede, in ordine, i seguenti criteri:
- Punti negli scontri diretti
- Differenza reti negli scontri diretti
- Differenza reti generale
- Reti realizzate in generale
- Sorteggio

## Risultati

### Prima fase
|              | AAR  | BAS  | GRA  | LOS  | LUC  | SAN  | SIO  | THU  | YOU  | ZUR  |
| ------------ | ---- | ---- | ---- | ---- | ---- | ---- | ---- | ---- | ---- | ---- |
| Aarau        | –––– | 1-1  | 2-4  | 2-3  | 4-2  | 2-2  | 0-1  | 2-1  | 0-4  | 5-1  |
| Basilea      | 3-1  | –––– | 1-1  | 2-0  | 1-1  | 3-0  | 2-2  | 4-1  | 2-1  | 1-2  |
| Grasshoppers | 4-2  | 1-1  | –––– | 2-0  | 1-2  | 0-1  | 0-0  | 2-1  | 0-1  | 3-1  |
| Losanna      | 1-2  | 1-2  | 0-0  | –––– | 0-1  | 0-3  | 3-1  | 0-2  | 1-3  | 1-2  |
| Lucerna      | 1-0  | 1-1  | 0-2  | 2-0  | –––– | 3-1  | 1-0  | 1-1  | 1-1  | 3-2  |
| San Gallo    | 1-0  | 1-1  | 0-2  | 2-0  | 4-1  | –––– | 2-0  | 0-0  | 0-0  | 2-1  |
| Sion         | 1-2  | 1-3  | 2-0  | 2-1  | 3-0  | 0-1  | –––– | 0-0  | 2-2  | 0-0  |
| Thun         | 2-2  | 0-2  | 1-1  | 4-1  | 1-1  | 3-2  | 1-0  | –––– | 1-0  | 2-1  |
| Young Boys   | 3-0  | 2-2  | 1-2  | 3-2  | 0-1  | 1-0  | 2-0  | 3-2  | –––– | 0-1  |
| Zurigo       | 1-2  | 0-0  | 1-1  | 4-0  | 0-2  | 0-0  | 4-1  | 3-2  | 1-3  | –––– |

### Seconda fase
|              | AAR  | BAS  | GRA  | LOS  | LUC  | SAN  | SIO  | THU  | YOU  | ZUR  |
| ------------ | ---- | ---- | ---- | ---- | ---- | ---- | ---- | ---- | ---- | ---- |
| Aarau        | –––– | 1-3  | 4-0  | 3-1  | 1-2  | 1-1  | 2-0  | 1-4  | 2-1  | 1-2  |
| Basilea      | 5-0  | –––– | 1-1  | 4-2  | 3-1  | 1-1  | 1-0  | 0-0  | 3-2  | 4-2  |
| Grasshoppers | 1-2  | 1-1  | –––– | 2-1  | 4-1  | 2-0  | 4-2  | 0-5  | 5-0  | 2-0  |
| Losanna      | 0-1  | 1-3  | 0-2  | –––– | 1-0  | 3-0  | 0-1  | 1-3  | 0-1  | 0-1  |
| Lucerna      | 3-2  | 0-2  | 1-3  | 3-4  | –––– | 1-0  | 0-1  | 3-0  | 1-2  | 1-0  |
| San Gallo    | 4-1  | 0-3  | 1-5  | 0-0  | 1-1  | –––– | 2-0  | 1-0  | 1-1  | 0-2  |
| Sion         | 2-0  | 0-1  | 3-1  | 1-2  | 3-2  | 1-1  | –––– | 3-1  | 3-0  | 1-0  |
| Thun         | 2-0  | 2-2  | 1-3  | 2-2  | 2-1  | 4-0  | 3-1  | –––– | 0-3  | 1-2  |
| Young Boys   | 2-2  | 3-1  | 0-4  | 5-3  | 2-1  | 2-0  | 0-0  | 2-1  | –––– | 1-3  |
| Zurigo       | 2-2  | 0-0  | 3-1  | 0-3  | 1-2  | 2-2  | 1-0  | 3-1  | 2-2  | –––– |

## Statistiche

### Dream Team 2013
Di seguito il Dream Team dell'anno 2013, l'edizione dello SFL Award Night è avvenuta nei primi mesi invernali per l'anno solare precedente.
| Formazione tipo                                                              | Giocatori (Squadre)                |
| ---------------------------------------------------------------------------- | ---------------------------------- |
| Sommer Voser Vilotić Schär Lang Stocker Salatić Frei Salah Martínez Streller | Yann Sommer (Basilea)              |
| Sommer Voser Vilotić Schär Lang Stocker Salatić Frei Salah Martínez Streller | Kay Voser (Basilea)                |
| Sommer Voser Vilotić Schär Lang Stocker Salatić Frei Salah Martínez Streller | Milan Vilotić (Grasshoppers)       |
| Sommer Voser Vilotić Schär Lang Stocker Salatić Frei Salah Martínez Streller | Fabian Schär (Basilea)             |
| Sommer Voser Vilotić Schär Lang Stocker Salatić Frei Salah Martínez Streller | Michael Lang (Grasshoppers)        |
| Sommer Voser Vilotić Schär Lang Stocker Salatić Frei Salah Martínez Streller | Valentin Stocker (Basilea)         |
| Sommer Voser Vilotić Schär Lang Stocker Salatić Frei Salah Martínez Streller | Veroljub Salatić (Grasshoppers)    |
| Sommer Voser Vilotić Schär Lang Stocker Salatić Frei Salah Martínez Streller | Fabian Frei (Basilea)              |
| Sommer Voser Vilotić Schär Lang Stocker Salatić Frei Salah Martínez Streller | Mohamed Salah (Basilea)            |
| Sommer Voser Vilotić Schär Lang Stocker Salatić Frei Salah Martínez Streller | Josef Martínez (Thun e Young Boys) |
| Sommer Voser Vilotić Schär Lang Stocker Salatić Frei Salah Martínez Streller | Marco Streller (Basilea)           |

- Miglior giocatore: Mohamed Salah (Basilea)
- Miglior giovane: Michael Frey (Young Boys)
- Miglior allenatore: Murat Yakın (Basilea)

### Squadre

#### Capoliste solitarie
|    | ——         | ——         | ——         | ——         | ——         | —— | ——           | ——           | ——           | ——  | ——  | ——      | ——      | ——      | ——      | ——      | ——      | ——      | ——      | ——      | ——      | ——      | ——      | ——      | ——      | ——      | ——      | ——      | ——      | ——      | ——      | ——      | ——      | ——      | ——      | —— |  |
|    | Young Boys | Young Boys | Young Boys | Young Boys | Young Boys |    | Grasshoppers | Grasshoppers | Grasshoppers |     |     | Basilea | Basilea | Basilea | Basilea | Basilea | Basilea | Basilea | Basilea | Basilea | Basilea | Basilea | Basilea | Basilea | Basilea | Basilea | Basilea | Basilea | Basilea | Basilea | Basilea | Basilea | Basilea | Basilea | Basilea |    |  |
|    |            |            |            |            |            |    |              |              |              |     |     |         |         |         |         |         |         |         |         |         |         |         |         |         |         |         |         |         |         |         |         |         |         |         |         |    |  |
|    |            |            |            |            |            |    |              |              |              |     |     |         |         |         |         |         |         |         |         |         |         |         |         |         |         |         |         |         |         |         |         |         |         |         |         |    |  |
| 1ª | 2ª         | 3ª         | 4ª         | 5ª         | 6ª         | 7ª | 8ª           | 9ª           | 10ª          | 11ª | 12ª | 13ª     | 14ª     | 15ª     | 16ª     | 17ª     | 18ª     | 19ª     | 20ª     | 21ª     | 22ª     | 23ª     | 24ª     | 25ª     | 26ª     | 27ª     | 28ª     | 29ª     | 30ª     | 31ª     | 32ª     | 33ª     | 34ª     | 35ª     | 36ª     |    |  |

#### Classifica in divenire
|              | 1ª | 2ª | 3ª | 4ª | 5ª | 6ª | 7ª | 8ª | 9ª | 10ª | 11ª | 12ª | 13ª | 14ª | 15ª | 16ª | 17ª | 18ª | 19ª | 20ª | 21ª | 22ª | 23ª | 24ª | 25ª | 26ª | 27ª | 28ª | 29ª | 30ª | 31ª | 32ª | 33ª | 34ª | 35ª | 36ª |
| ------------ | -- | -- | -- | -- | -- | -- | -- | -- | -- | --- | --- | --- | --- | --- | --- | --- | --- | --- | --- | --- | --- | --- | --- | --- | --- | --- | --- | --- | --- | --- | --- | --- | --- | --- | --- | --- |
| Young Boys   | 3  | 6  | 9  | 12 | 15 | 15 | 15 | 15 | 16 | 16  | 17  | 18  | 21  | 24  | 27  | 28  | 28  | 31  | 34  | 34  | 37  | 40  | 40  | 40  | 41  | 41  | 41  | 44  | 45  | 46  | 49  | 49  | 50  | 53  | 56  | 59  |
| Aarau        | 0  | 3  | 3  | 4  | 4  | 7  | 7  | 8  | 11 | 11  | 11  | 14  | 14  | 15  | 15  | 18  | 18  | 21  | 22  | 25  | 25  | 25  | 28  | 28  | 28  | 31  | 34  | 34  | 34  | 34  | 34  | 37  | 38  | 41  | 41  | 42  |
| Basilea      | 3  | 4  | 7  | 8  | 8  | 9  | 12 | 15 | 18 | 19  | 22  | 25  | 26  | 27  | 30  | 31  | 32  | 33  | 36  | 39  | 42  | 43  | 44  | 45  | 48  | 49  | 52  | 53  | 56  | 59  | 60  | 63  | 66  | 66  | 69  | 72  |
| Losanna      | 0  | 0  | 0  | 1  | 1  | 1  | 1  | 1  | 1  | 4   | 4   | 4   | 4   | 4   | 4   | 4   | 4   | 7   | 7   | 10  | 10  | 13  | 13  | 13  | 14  | 17  | 20  | 20  | 20  | 21  | 21  | 21  | 21  | 24  | 24  | 24  |
| Lucerna      | 3  | 3  | 6  | 9  | 10 | 11 | 11 | 14 | 14 | 15  | 18  | 19  | 22  | 22  | 25  | 28  | 31  | 32  | 32  | 32  | 35  | 35  | 36  | 36  | 39  | 39  | 39  | 39  | 42  | 45  | 48  | 48  | 48  | 48  | 48  | 51  |
| Sion         | 0  | 1  | 1  | 1  | 2  | 3  | 6  | 6  | 9  | 10  | 11  | 11  | 14  | 17  | 17  | 17  | 17  | 17  | 17  | 17  | 17  | 17  | 20  | 23  | 23  | 23  | 24  | 27  | 27  | 28  | 31  | 34  | 37  | 40  | 40  | 43  |
| San Gallo    | 0  | 0  | 3  | 4  | 7  | 8  | 11 | 12 | 13 | 16  | 19  | 19  | 20  | 23  | 23  | 26  | 29  | 29  | 30  | 30  | 30  | 30  | 31  | 32  | 33  | 36  | 37  | 40  | 40  | 41  | 41  | 41  | 41  | 42  | 45  | 45  |
| Thun         | 0  | 3  | 3  | 4  | 5  | 6  | 9  | 9  | 9  | 10  | 11  | 14  | 15  | 18  | 18  | 21  | 24  | 24  | 24  | 27  | 27  | 30  | 31  | 34  | 35  | 35  | 35  | 36  | 39  | 42  | 45  | 45  | 48  | 48  | 48  | 48  |
| Zurigo       | 3  | 4  | 4  | 4  | 7  | 8  | 8  | 11 | 11 | 14  | 14  | 14  | 15  | 15  | 18  | 18  | 21  | 22  | 25  | 28  | 31  | 34  | 37  | 40  | 40  | 41  | 41  | 41  | 42  | 42  | 42  | 45  | 45  | 46  | 49  | 50  |
| Grasshoppers | 3  | 4  | 7  | 8  | 9  | 12 | 15 | 18 | 21 | 21  | 22  | 25  | 25  | 25  | 28  | 28  | 29  | 30  | 33  | 33  | 36  | 37  | 37  | 40  | 43  | 46  | 49  | 52  | 55  | 55  | 56  | 59  | 62  | 62  | 65  | 65  |

#### Classifiche di rendimento

##### Rendimento andata-ritorno
| Andata       | Andata | Ritorno      | Ritorno |
|              |        |              |         |
| Basilea      | 33     | Basilea      | 39      |
| Lucerna      | 32     | Grasshoppers | 35      |
| Young Boys   | 31     | Zurigo       | 28      |
| Grasshoppers | 30     | Young Boys   | 28      |
| San Gallo    | 29     | Sion         | 26      |
| Thun         | 24     | Thun         | 24      |
| Zurigo       | 22     | Aarau        | 21      |
| Aarau        | 21     | Lucerna      | 19      |
| Sion         | 17     | Losanna      | 17      |
| Losanna      | 7      | San Gallo    | 16      |

##### Rendimento casa-trasferta
| Casa         | Casa | Trasferta    | Trasferta |
|              |      |              |           |
| Basilea      | 39   | Basilea      | 33        |
| Grasshoppers | 33   | Grasshoppers | 32        |
| Young Boys   | 33   | Young Boys   | 26        |
| Thun         | 32   | Zurigo       | 25        |
| Sion         | 31   | Lucerna      | 21        |
| Lucerna      | 30   | Aarau        | 18        |
| San Gallo    | 30   | Thun         | 16        |
| Zurigo       | 25   | San Gallo    | 15        |
| Aarau        | 24   | Losanna      | 14        |
| Losanna      | 10   | Sion         | 12        |

#### Primati stagionali
Squadre
- Maggior numero di vittorie: Basilea, Grasshoppers (19)
- Maggior numero di pareggi: Basilea (15)
- Maggior numero di sconfitte: Losanna (26)
- Minor numero di vittorie: Losanna (7)
- Minor numero di pareggi: Losanna (3)
- Minor numero di sconfitte: Basilea (2)
- Miglior attacco: Basilea (70 gol fatti)
- Peggior attacco: San Gallo (37 gol fatti)
- Miglior difesa: Basilea (34 gol subiti)
- Peggior difesa: Losanna, Aarau (71 gol subiti)
- Miglior differenza reti: Basilea (+36)
- Peggior differenza reti: Losanna (-33)
- Miglior serie positiva: Basilea (28, 6ª-33ª)
- Peggior serie negativa: Sion (8, 15ª-22ª)
- Maggior numero di vittorie consecutive: Grasshoppers (6, 24ª-29ª) , Zurigo (6, 19ª-24ª)

Partite
- Più gol (8):

Young Boys-Losanna 5-3, 16 febbraio 2014
- Maggior scarto di gol (5): Grasshoppers-Young Boys 5-0, Basilea-Aarau 5-0
- Maggior numero di reti in una giornata: 25 gol nella 15ª giornata
- Minor numero di reti in una giornata: 6 gol nella 13ª giornata
- Maggior numero di espulsioni in una giornata: 4 in 10ª giornata

### Individuali

#### Classifica marcatori
| Gol | Rigori |  | Giocatore             | Squadra          |
| --- | ------ |  | --------------------- | ---------------- |
| 19  | 4      |  | Shkëlzen Gashi        | Grasshoppers     |
| 13  | 0      |  | Caio                  | Grasshoppers     |
| 13  | 1      |  | Mario Gavranović      | Zurigo           |
| 13  | 0      |  | Valentin Stocker      | Basilea          |
| 11  | 4      |  | Dimităr Rangelov      | Lucerna          |
| 10  | 0      |  | Josef Martínez        | Young Boys, Thun |
| 10  | 0      |  | Marco Schneuwly       | Thun             |
| 10  | 0      |  | Marco Streller        | Basilea          |
| 9   | 2      |  | Davide Callà          | Aarau, Basilea   |
| 9   | 0      |  | Moanes Dabour         | Grasshoppers     |
| 9   | 0      |  | Michael Frey          | Young Boys       |
| 9   | 0      |  | Goran Karanović       | San Gallo        |
| 9   | 1      |  | Pedro Henrique Konzen | Zurigo           |
| 9   | 0      |  | Giovanni Sio          | Basilea          |
| 8   | 0      |  | Léo Itaperuna         | Sion             |
| 8   | 1      |  | Sven Lüscher          | Aarau            |
| 8   | 0      |  | Yoric Ravet           | Losanna          |
| 8   | 1      |  | Yannis Tafer          | Losanna          |

#### Media spettatori
| Club         | Pos. | Media  | Totale  | Abbonamenti |
| ------------ | ---- | ------ | ------- | ----------- |
| Basilea      | 1    | 27 841 | 501 140 |             |
| Young Boys   | 2    | 17 553 | 315 957 |             |
| San Gallo    | 3    | 13 388 | 240 986 |             |
| Lucerna      | 4    | 11 291 | 203 232 |             |
| Zurigo       | 5    | 9 564  | 172 151 |             |
| Grasshoppers | 6    | 7 235  | 130 229 |             |
| Sion         | 7    | 6 122  | 110 200 |             |
| Thun         | 8    | 5 605  | 100 883 |             |
| Aarau        | 9    | 5 413  | 97 437  |             |
| Losanna      | 10   | 3 709  | 66 770  |             |

#### Arbitri
- Alain Bieri (19)
- Nikolaj Hänni (18)
- Stéphan Studer (18)
- Stephan Klossner (17)
- Adrien Jaccottet (16)
- Pascal Erlachner (15)
- Patrick Graf (15)
- Sébastien Pache (15)
- Sascha Amhof (14)
- Fedayi San (13)

- Sandro Schärer (7)
- Sascha Kever (6)
- Lukas Fähndrich (1)
- Luca Gut (1)
- Alexander Harkam (1)
- Nicolas Jancevski (1)
- Dieter Muckenhammer (1)
- Dominik Ouschan (1)
- Robert Schörgenhofer (1)